# Ommatius oreophilus
Ommatius oreophilus är en tvåvingeart som beskrevs av Ellen R. Farr 1965. Ommatius oreophilus ingår i släktet Ommatius och familjen rovflugor.
Artens utbredningsområde är Jamaica. Inga underarter finns listade i Catalogue of Life.